# Warrior Sports
A Warrior Sports, Inc. egy amerikai sportfelszerelés-gyártó, amelynek székhelye Warrenben, Michigan államban található. A cég jelenleg a jégkorongra és a lacrosse-ra koncentrál, mindkét sportághoz botokat, sisakokat, kesztyűket, kapusmaszkokat és védőfelszereléseket gyárt.
A Warrior 2012-ben lépett be a futballpiacra, és készleteket és edzőfelszereléseket gyártott számos klub számára szerte a világon, bár később a futball szponzorálása és termékei megszűntek, amikor anyavállalata, a New Balance bekerült a kategóriába.

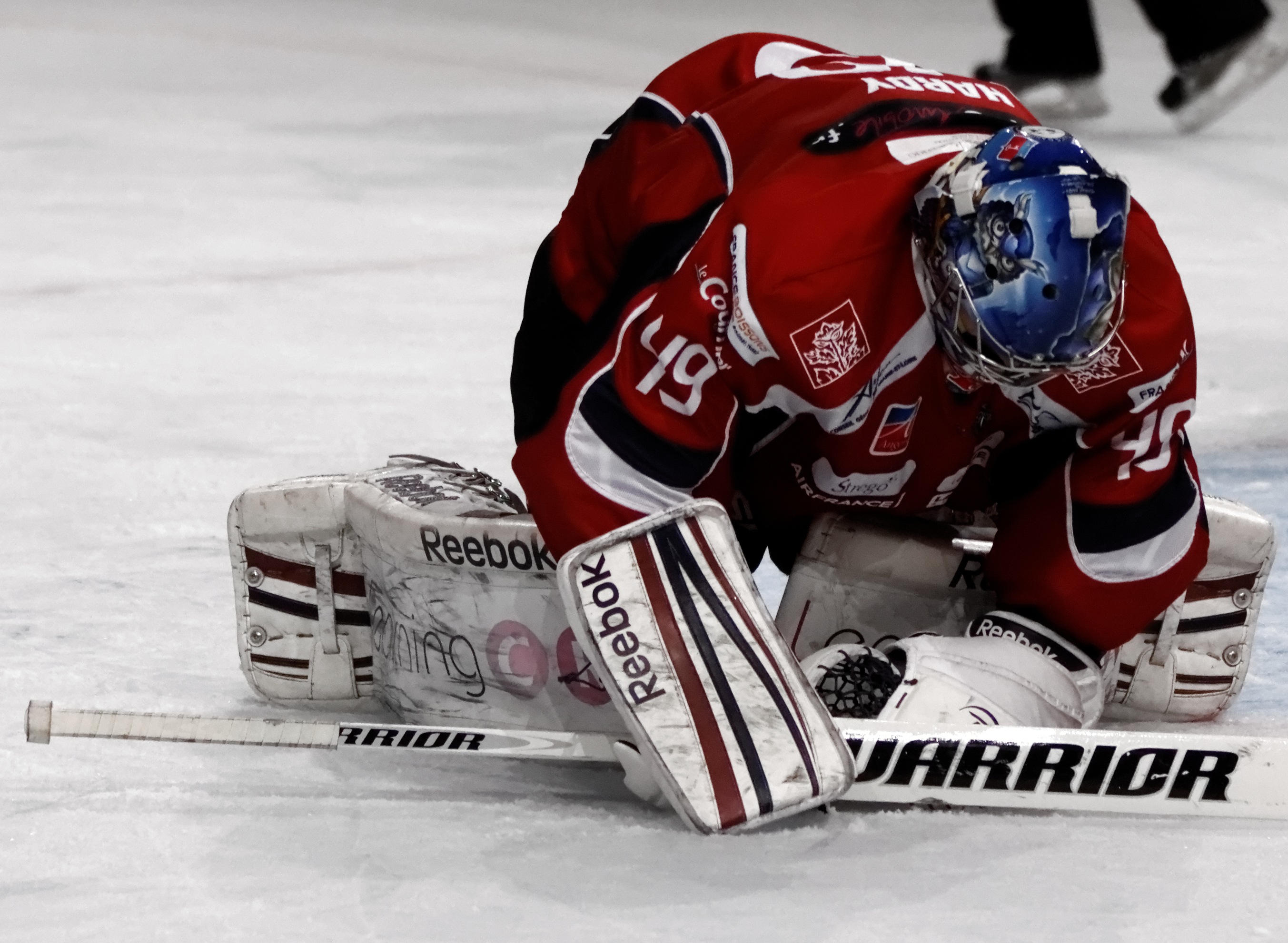
Kapus-jégkorongütő
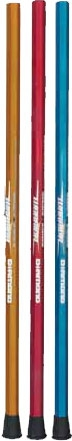
Ütők lacrosse-hoz
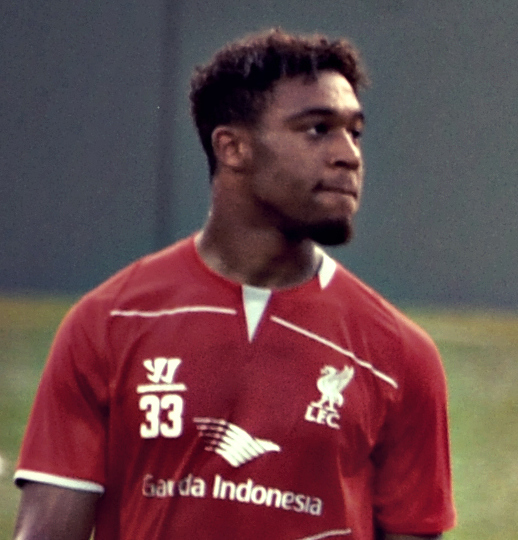
A Liverpool FC meze (2014)
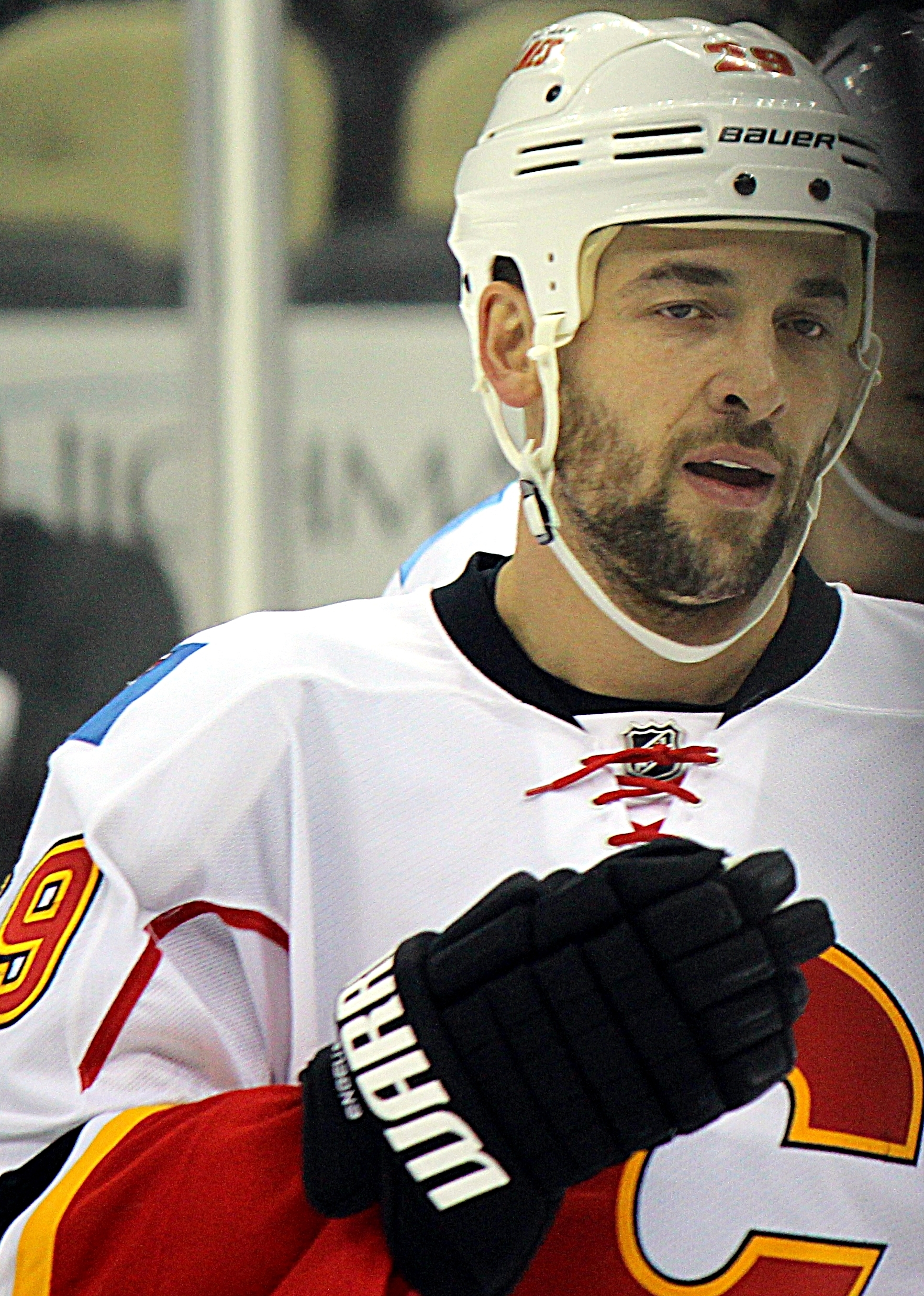
Deryk Engelland Warrior-kesztyűvel
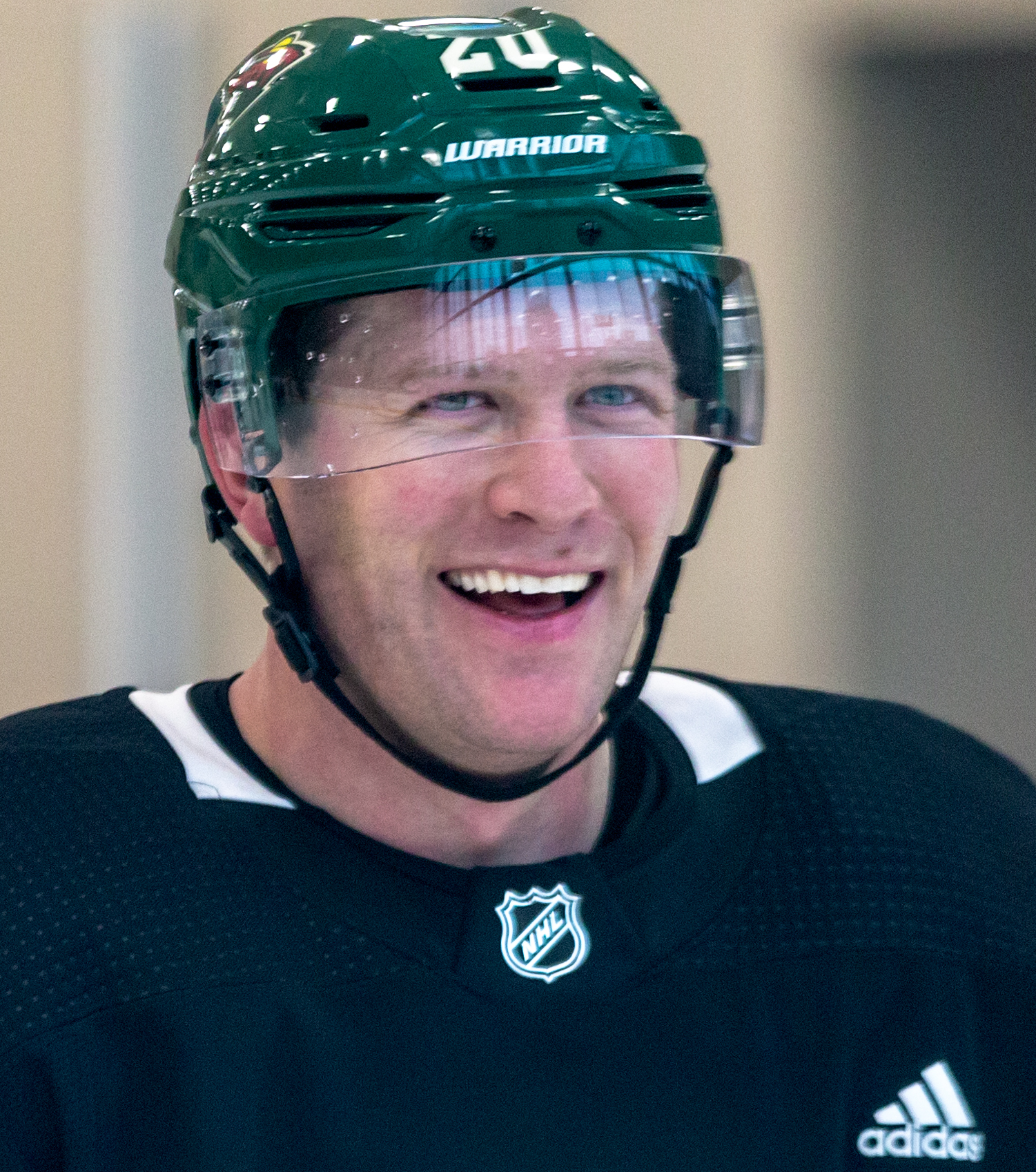
Ryan Suter Warrior-sisakkal